# АЕС Руппур
АЕС «Руппур» — атомна електростанція, що будується в республіці Бангладеш. Вибраний майданчик для будівництва станції розташовується на східному березі річки Падма, за 160 км від столиці Бангладеш міста Дакка. АЕС «Руппур» проектується і будується за російським проектом, що включає в себе будівництво та введення в експлуатацію двох енергоблоків з реакторами типу ВВЕР-1200.
Станція складатиметься із двох енергоблоків із російськими реакторами типу ВВЕР електричною потужністю по 1200 МВт кожен, життєвий цикл яких становить 60 років, з можливістю продовження ще на 20 років. Перший блок АЕС почне роботу в 2023 році, другий — в 2024.

## Будівництво
Генеральний контракт на будівництво першої бангладешської АЕС був підписаний 23 грудня 2015 року в ході візиту в Бангладеш генерального директора " Росатома " Сергія Кирієнка.
Вартість проекту, за повідомленнями бангладешських ЗМІ, становитиме до 13 мільярдів доларів. Росія надає державний експортний кредит у розмірі до 11,38 мільярда доларів, який буде використаний бангладешською стороною у 2017—2024 роках. У 2017 році на будівництво станції Росія виділила Бангладеш кредит на суму 500 мільйонів доларів; передбачається, що надалі Бангладеш буде надано другу позику для продовження будівництва.
Восени 2013 року було закладено перший камінь у основу майбутньої електростанції.
30 листопада 2017 року у присутності прем'єр-міністра Бангладеш та генерального директора Держкорпорації «Росатом» відбулася урочиста церемонія першої заливки бетону у фундамент енергоблоку № 1 ; бетонування фундаментної плити машинного залу блоку № 1 було завершено 30 січня 2019.
14 липня 2018 року у присутності прем'єр-міністра Бангладеш відбулася урочиста церемонія першого заливання бетону у фундамент енергоблоку № 2.
У будівництві АЕС беруть участь, як повідомляв представник «Росатому» у 2018 році, 4,5 тис. осіб, приблизно третина з них — росіяни, решта — місцеві жителі та іноземці. Восени 2021 року з'явилося відео, на якому бенгальці, які працюють на будівництві АЕС, напали на російських спеціалістів нібито через те, що вони затримали зарплату, під час зіткнення постраждали троє росіян. На початку 2022 р. на будівництві за 11 днів, через місцеві умови проживання, померли п'ять співробітників з Росії.

## Енергоблоки
| Енергоблок | Тип реакторів | Потужність | Потужність | Початок будівництва | Підключення до мережі | Введення в експлуатацію | Закриття |
| Енергоблок | Тип реакторів | Чистий     | Брутто     | Початок будівництва | Підключення до мережі | Введення в експлуатацію | Закриття |
| ---------- | ------------- | ---------- | ---------- | ------------------- | --------------------- | ----------------------- | -------- |
| Руппур-1   | ВВЕР-1200/523 | 1080 МВт   | 1200 МВт   | 30.11.2017          |                       | 2023                    |          |
| Руппур-2   | ВВЕР-1200/523 | 1080 МВт   | 1200 МВт   | 14.07.2018          |                       | 2024                    |          |